# Estesiometría
La estesiometría (del gr. αἰσθησία, sensación, y μετρoν, medida) es la ciencia que relaciona la intensidad física de un estímulo con la intensidad perceptiva sentida por un sujeto observador del estímulo.
La estesiometría utiliza un conjunto de técnicas de medición de la sensibilidad que gradúan la intensidad de sucesivos estímulos para observar las sensaciones que desencadenan en el individuo estudiado.
En el ámbito de las telecomunicaciones, se suele utilizar comúnmente el término «sofometría» para referirse principalmente a la estesiometría del ruido en los canales telefónicos.